# نیکلاس بنتنر
نیکلاس بنتنر (دانمارکی: Nicklas Bendtner؛ زادهٔ ۱۶ ژانویهٔ ۱۹۸۸) بازیکن فوتبال اهل دانمارک است و برای تیم اف سی کپنهاگن بازی می‌کرد. او تاکنون در تیم‌های آرسنال، بیرمنگهام، ساندرلند بازی کرده‌است و ۵۲ بازی ملی هم برای تیم ملی فوتبال دانمارک انجام داده‌است و در سال ۲۰۱۹ از فوتبال خداحافظی کرد.
بنتنر در سال ۲۰۱۵ با خرید فقط یک فوت مربع از زمین‌های منطقه گلنکو وود، لقب لرد دریافت کرد. وی همچنین پوستری خیالی از خود، در حال دریافت توپ طلا در صفجهٔ شخصی خود در اینستاگرم آپلود کرد (در حالی که تا آن زمان فقط پنج گل برای تیم خود به ثمر رسانده بود) و خود را نخست‌وزیر آینده دانمارک نامید. این اقدامات موجب شد تا وی سوژه طنز رسانه‌ها قرار گیرد.